# Batalha de Carpintería
A Batalha de Carpintería ocorreu em 19 de setembro de 1836, nas margens do arroio Carpintería, no Departamento de Durazno, no Uruguai.
Travada entre o exército leal ao governo de Oribe, sob comando deste e do general Juan Antonio Lavalleja, e as forças revolucionarias do general Fructuoso Rivera aliado aos unitários argentinos exilados no Uruguai sob o comando do general Juan Lavalle. No combate, triunfaram Oribe e Lavalleja.
Nesta batalha, as tropas de Oribe se distinguiram usando  vinchas (braçadeiras) brancas, nas quais se inscreveram o lema Defensores de las Leyes. As tropas de Rivera usaram como distintivo uma vincha (braçadeira) feita com o forro dos ponchos, que era de cor vermelha (colorada). Ali nasceram as "divisas" dos blancos e dos colorados.

## Consequências
O conflito resultou mais tarde em uma terrível guerra civil conhecida como Guerra Grande, disputada pelos Blancos(Conservadores) aliados dos Federais e Lavallejistas, contra os Colorados(Liberais) apoiados pelos Unitários.